# Райнхард фон Ханау-Мюнценберг
Райнхард фон Ханау-Мюнценберг (на немски: Reinhard von Hanau-Münzenberg) е граф на Ханау-Мюнценберг.

## Биография
Роден е на 8 април 1528 година. Той е вторият син на граф Филип II фон Ханау-Мюнценберг (1501 – 1529) и графиня Юлиана фон Щолберг (1506 – 1580).
По-големият му брат Филип III (1526 – 1561) на три години наследява графството Ханау-Мюнценберг. Майка му се омъжва на 20 септември 1531 г. за граф Вилхелм Богатия от Насау-Диленбург (1487 – 1559) и има с него дванадесет деца.
Райнхард следва заедно с по-големия му брат Филип III в университетите в Майнц и Инголщат. През 1550 г. Райнхард предприема с малка група поклонение за две седмици в Светите земи.
През 1551 г. той участва в турнир в Хайделберг. През 1554 г. се присъедниява с 16 конника към войската на император Карл V в похода му против Франция. На 12 септември той е тежко ранен близо до Сент Омер. През края на септември е закаран в Бетюн, където умира на 11 октомври 1554 г. и е погребан църковно.